# 52. Reserve-Division (Deutsches Kaiserreich)
Die 52. Reserve-Division war ein Großverband der Preußischen Armee.

## Gliederung

### Kriegsgliederung 1914
- 103. Reserve-Infanterie-Brigade
  - Reserve-Infanterie-Regiment Nr. 237
  - Reserve-Infanterie-Regiment Nr. 238
- 104. Reserve-Infanterie-Brigade
  - Reserve-Infanterie-Regiment Nr. 239
  - Reserve-Infanterie-Regiment Nr. 240
- Reserve-Kavallerie-Abteilung Nr. 52
- Reserve-Feld-Artillerie-Regiment Nr. 52
- Reserve-Pionier-Kompanie Nr. 52

### Kriegsgliederung vom 19. Oktober 1918
- 104. Reserve-Infanterie-Brigade
  - Reserve-Infanterie-Regiment Nr. 238
  - Reserve-Infanterie-Regiment Nr. 239
  - Reserve-Infanterie-Regiment Nr. 240
  - Reserve-Kavallerie-Abteilung Nr. 52
- Artillerie-Kommandeur Nr. 69
  - Reserve-Feldartillerie-Regiment Nr. 52
  - Fußartillerie-Bataillon Nr. 51
- Pionier-Bataillon Nr. 352
- Divisions-Nachrichten-Kommandeur Nr. 452

## Gefechtskalender
Die Division wurde zu Beginn des Ersten Weltkriegs im Rahmen der Mobilmachung hauptsächlich aus Freiwilligen gebildet. Sie unterstand 1914 dem XVI. Armee-Korps und war den restlichen Krieg ausschließlich an der Westfront eingesetzt.

### 1914
- 18. Oktober bis 30. November --- Schlacht um Ypern, besetzt am 20. Oktober Passchendaele
- 1. Dezember bis 21. April --- Stellungskämpfe an der Yser

### 1915
- 22. April bis 25. Mai --- Kämpfe um Ypern
  - 22. bis 23. April --- Großer Durchbruch über Pilkem, Langemarck bis zu den Höhen nördlich Ypern (erster Gasangriff auf deutscher Seite)
- 26. Mai bis 16. September 1916 --- Stellungskämpfe an der Yser

### 1916
- 17. September bis 2. Oktober --- Schlacht an der Somme
- 7. Oktober bis 29. April --- Stellungskämpfe in der Champagne

### 1917
- 29. April bis 27. Mai --- Doppelschlacht Aisne-Champagne
- 28. Mai bis 9. Juli --- Stellungskämpfe bei Reims
- 9. bis 20. Juli --- Stellungskämpfe in Flandern und Artois
- 22. Juli bis 12. August --- Sommerschlacht in Flandern
- 15. August bis 31. Dezember --- Stellungskämpfe in der Champagne

### 1918
- 1. Januar bis 27. April --- Stellungskämpfe in der Champagne
- 26. bis 29. April --- Schlacht um den Kemmel
- 30. April bis 29. August --- Stellungskrieg in Flandern
- 29. bis 31. August --- Kämpfe vor der Front Ypern-La Bassée
- 1. bis 2. September --- Schlacht bei Monchy-Bapaume
- 3. bis 26. September --- Kämpfe vor der Siegfriedfront
- 28. September bis 17. Oktober --- Abwehrschlacht in Flandern
- 18. bis 4. Oktober --- Nachhutkämpfe zwischen Yser und Lys
- 25. Oktober bis 1. November --- Schlacht an der Lys
- 2. bis 4. November --- Nachhutkämpfe beiderseits der Schelde
- 5. bis 11. November --- Rückzugskämpfe vor der Antwerpen-Maas-Stellung
- ab 12. November --- Räumung des besetzten Gebietes und Marsch in die Heimat

## Kommandeure
| Dienstgrad      | Name         | Datum                                    |
| --------------- | ------------ | ---------------------------------------- |
| Generalleutnant | Emil Waldorf | 10. September 1914 bis 12. Dezember 1918 |